# Florent Pagny
Florent Pagny (Chalon-sur-Saône, 6 novembre 1961) è un cantante e attore francese.

## Biografia
Già avviato nella carriera di attore televisivo e cinematografico dal 1980, nel 1987 ha pubblicato il suo primo singolo, N'importe quoi. Nel 1990 è uscito il primo album discografico. Pagny ha cantato in francese, spagnolo, inglese e italiano (tra i suoi maggiori successi in quest'ultima lingua vi è la sua versione di Caruso). Nel 2012 è entrato nella giuria del talent show The Voice, la plus belle voix. Ha venduto circa 15 milioni di copie dei suoi album in Francia.

## Discografia
Dopo il titolo, tra parentesi, è indicata la posizione massima raggiunta dal disco nella classifica francese Syndicat national de l'édition phonographique
Album studio
- 1990 - Merci (#10)
- 1992 - Réaliste
- 1994 - Rester vrai (#19)
- 1997 - Savoir aimer (#1)
- 1999 - RéCréation (#1)
- 2000 - Châtelet Les Halles (#1) - doppio CD
- 2001 - 2 (#3) - cover e duetti
- 2004 - Ailleurs land (#1)
- 2004 - Baryton (#1)
- 2006 - Abracadabra (#2)
- 2007 - Pagny chante Brel (#3) - cover di Jacques Brel
- 2009 - C'est comme ça (#2)
- 2010 - Tout et son contraire (#1)
- 2010 - Baryton. Gracias a la vida (#2)
- 2013 - Vieillir avec toi (#1)

Live
- 1998 - En concert (#2)
- 2004 - Été 2003 à l'Olympia (#11)
- 2005 - Baryton - L'intégrale du spectacle (#24)
- 2012 - Ma liberté de chanter - Live Acoustic (#6)

## Filmografia
- L'asso degli assi (L'As des as), regia di Gérard Oury (1982)